# Symphyotrichum ericoides
Symphyotrichum ericoides е вид цъфтящо растение от семейство Сложноцветни (Compositae). Видът е незастрашен от изчезване.

## Описание
Стъблата му достигат на височина от 30 до 91 cm. Листата му са тесни, и стават по-малки към края на стъблата. Има бели или рядко розови цветове, подобни на маргаритки, с жълти среди, които се появяват в края на лятото и през есента. Те са доста малки, от 8,5 до 12,7 mm.

## Разпространение
Видът е ендемит за Северна Америка, както и за Северно Мексико, но е пренесен в много други области.